# Chiesa di San Faustino in Riposo
La chiesa di San Faustino in Riposo o chiesa di Santa Rita è una chiesa di Brescia, situata in Via Musei, a nord di piazza della Loggia, accanto a porta Bruciata.
Dalla caratteristica forma esterna a cono, fu costruito nel XII secolo come santuario votivo sul luogo dove, per tradizione, avevano sostato, "riposato" le salme dei santi patroni Faustino e Giovita durante la loro traslazione. Il vicoletto sul fondo del quale è visibile l'esterno dell'edificio rappresenta uno dei tanti, affascinanti scorci della Brescia medievale, solitamente poco noto ai più e sempre motivo di meraviglia alla prima veduta.

## Storia
La struttura originaria dell'edificio si colloca attorno all'VIII-IX secolo, quando era presente la primitiva cappella. Durante il XII secolo l'edificio fu distrutto da un incendio e si procedette quindi alla costruzione del santuario ancora oggi presente.
La denominazione è dovuta al fatto che in questo luogo, secondo la leggenda, avrebbero sostato temporaneamente i corpi dei santi patroni Faustino e Giovita durante la loro traslazione dal cimitero della chiesa di San Faustino ad Sanguinem (oggi Sant'Angela Merici), costruita sul luogo dove erano stati martirizzati e sepolti, alla chiesa di San Faustino Maggiore.
Secondo la tradizione, qui i corpi dei due santi avrebbero trasudato sangue, convincendo l'incredulo duca Namo di Baviera alla conversione. Dopo questo evento, il Duca donò all'abate di San Faustino le reliquia della Vera Croce, oggi conservata nel Duomo Vecchio all'interno del tesoro delle Sante Croci. L'interno del santuario fu completamente rifatto nel corso del Settecento e Ottocento.

## Descrizione
Esternamente, il santuario si compone di un corpo cilindrico in pietra sormontato da un particolare tetto a tronco di cono in cotto con celletta campanaria, a sua volta coronata da un tetto conico. Nella cella si aprono quattro bifore con archi a tutto sesto. L'intero edificio si presenta estremamente compresso fra edifici residenziali medievali a est e nord, la Porta Bruciata a sud e l'ultimo frammento delle mura trecentesche a ovest, tanto da risultare visibile solamente dal vicoletto che portava all'antico accesso. L'ingresso attuale si trova sotto Porta Bruciata.

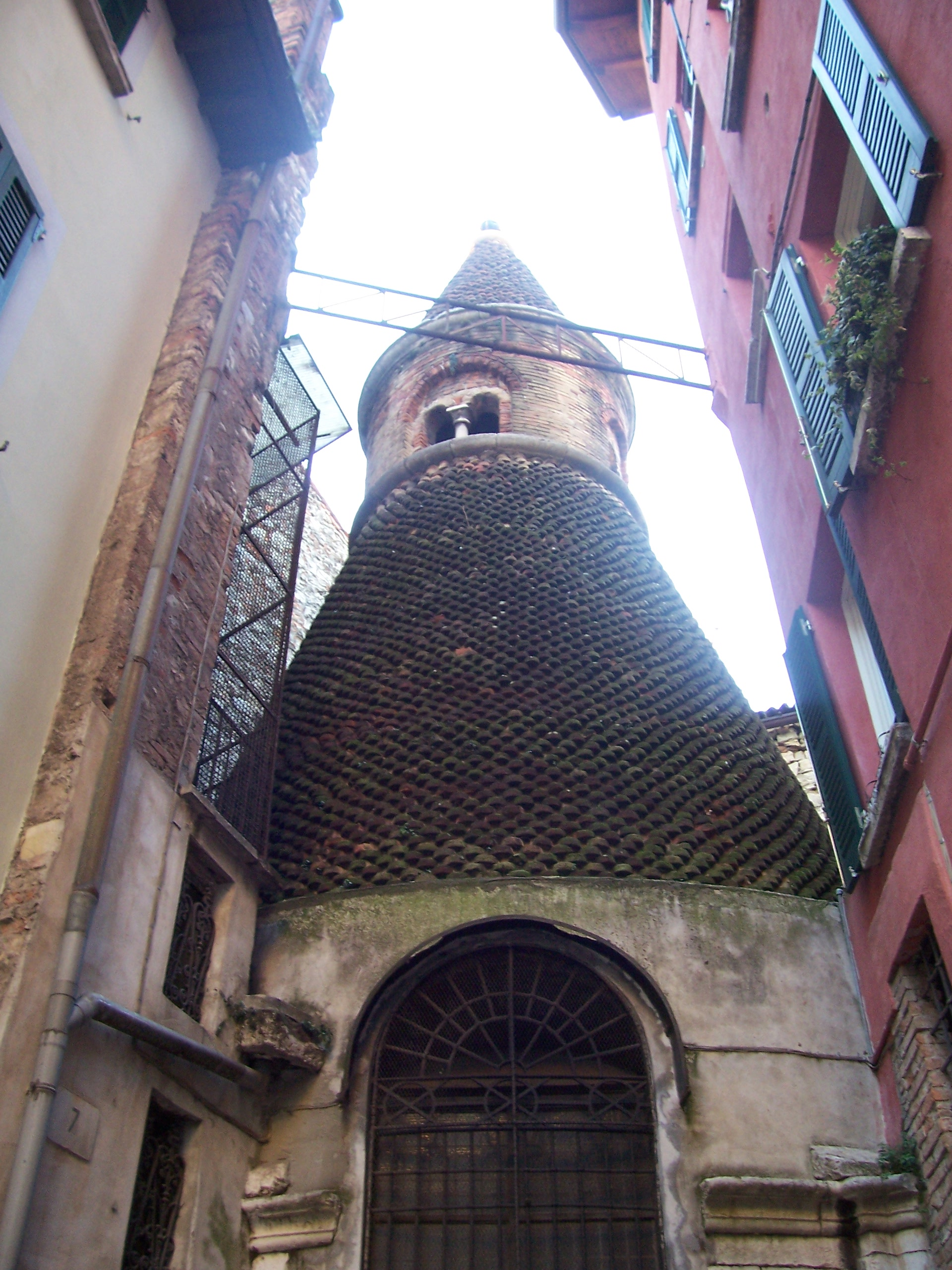
Particolare dell'esterno
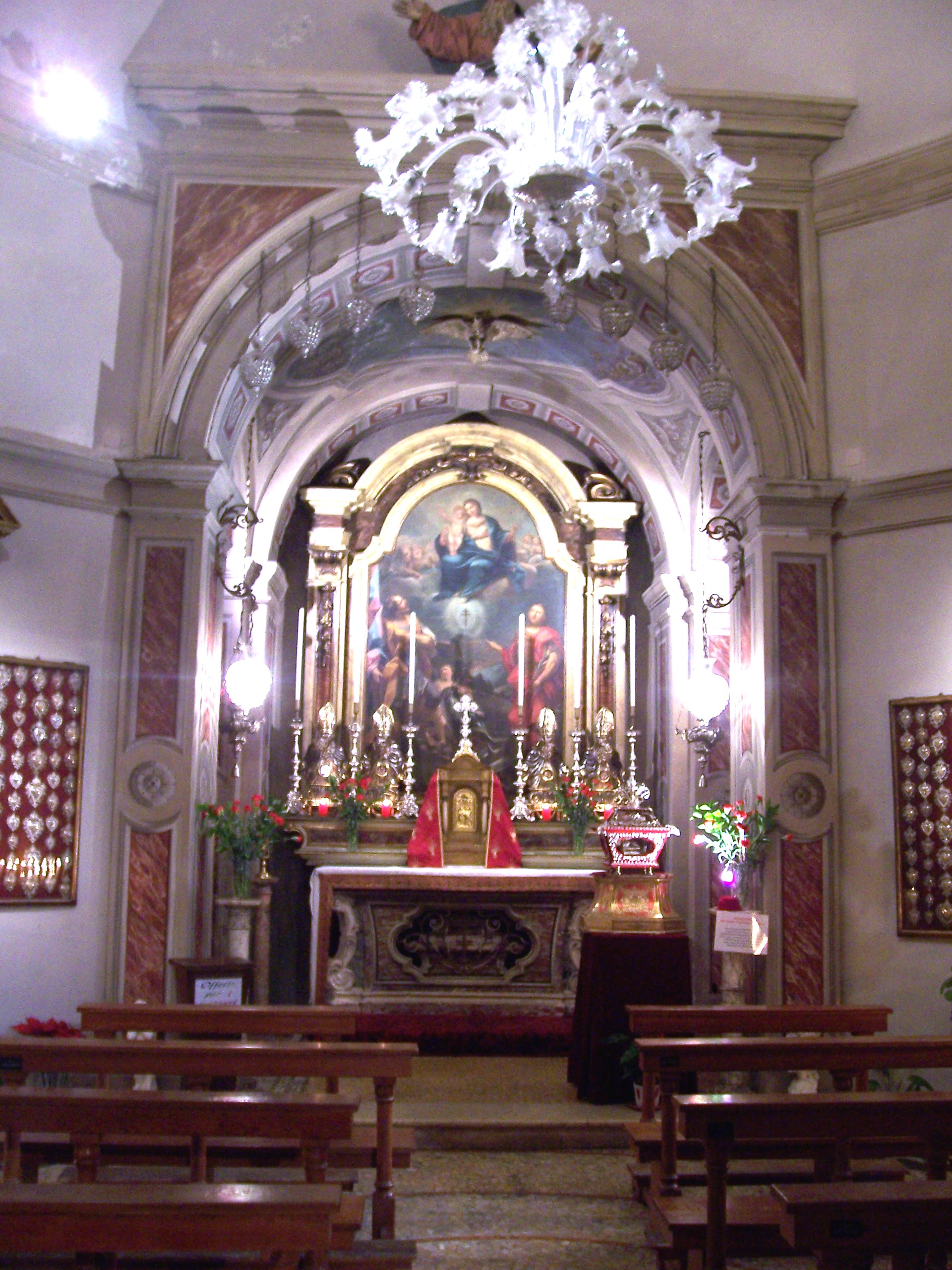
L'interno
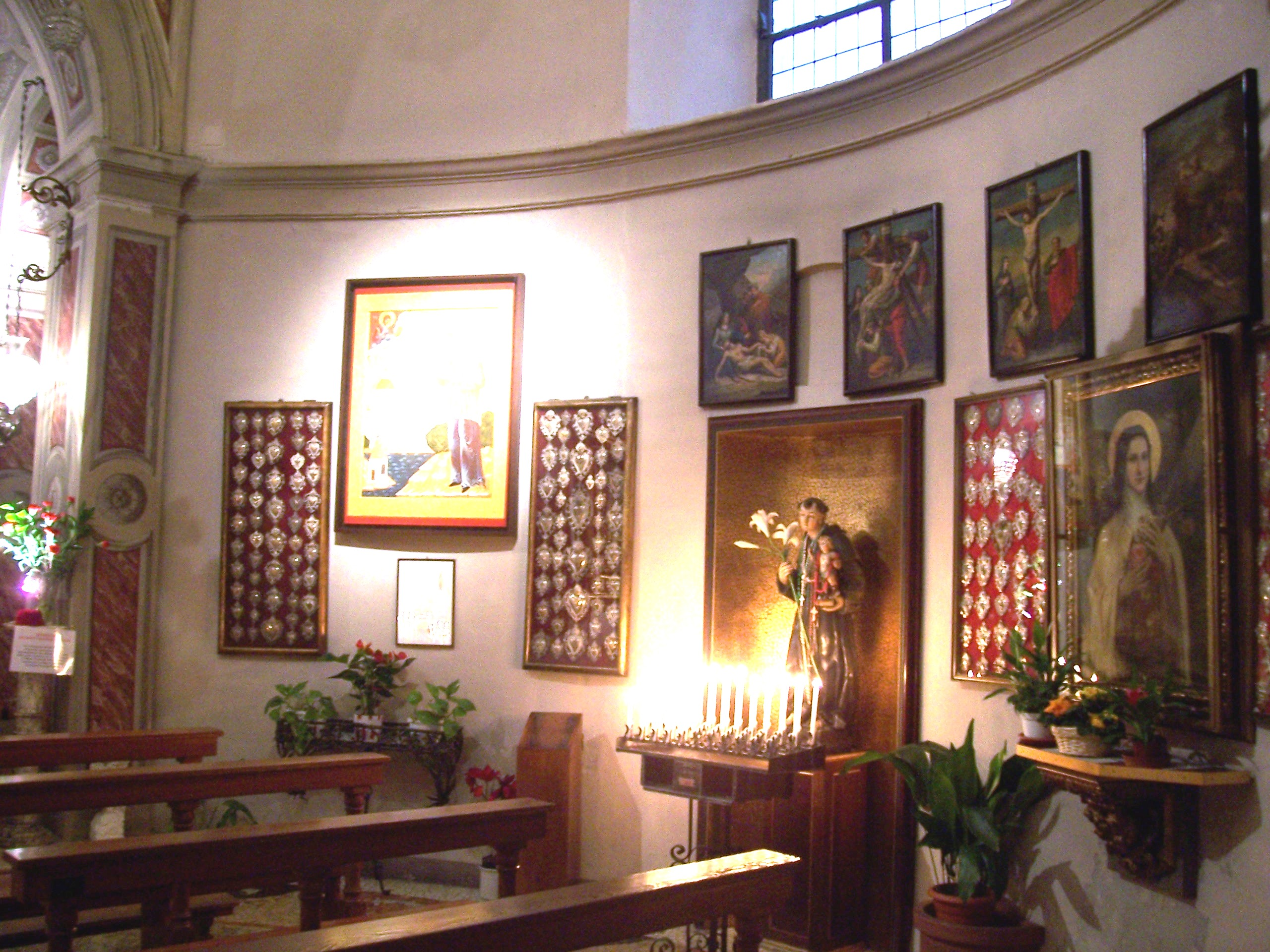
Particolare dell'interno
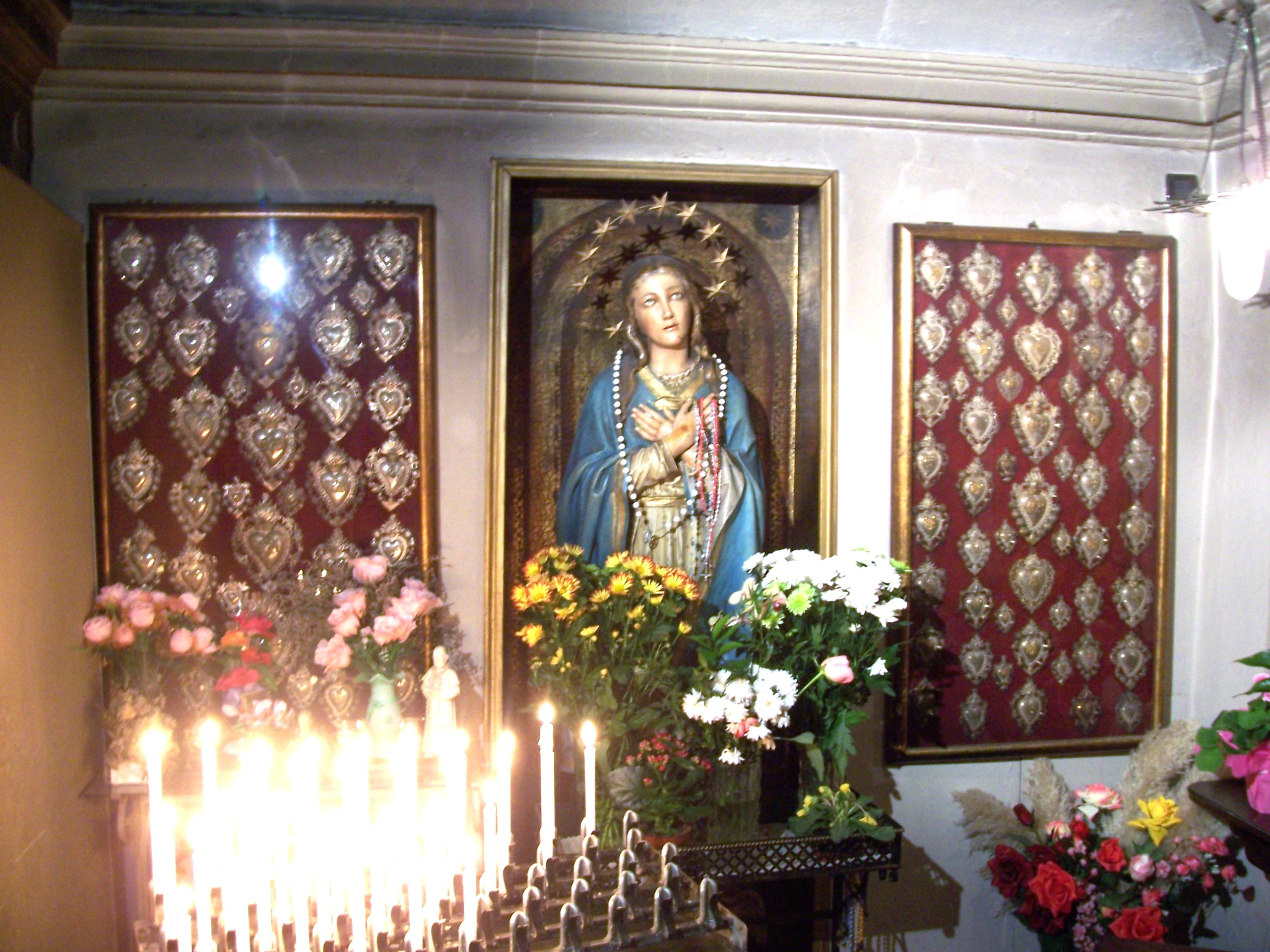
Il piccolo sacello annesso al santuario: la tradizione votiva qui radicata nei secoli allontana la chiesa da un utilizzo prettamente liturgico.

## Opere già nella chiesa
- Vincenzo Foppa, Pala della Mercanzia, prima trasferita nel Palazzo delle Mercanzie, oggi alla Pinacoteca Tosio Martinengo.